# Vía Sublacensis
La Vía Sublacensis era una calzada romana construida para conectar el palacio de Nerón en la actual Subiaco, provincia de Roma, que se separaba de la Vía Valeria cerca de Varia (moderna Vicovaro), aproximadamente a 10 km al noreste de Tívoli.

## Historia
La Vía Sublacensis fue construida por Nerón para conectar su palacio –la Villa Sublacensis– en Subiaco. Es más conocida como el origen del Anio Novus, el mayor acueducto cuya cabeza se encontraba originalmente en el hito 38 de la Vía Sublacensis.